# Florenci Mauné i Marimont
Florenci Mauné i Marimont (Figueras, Gerona, España, 18 de julio de 1925 - 13 de julio de 1995) fue un músico instrumentalista, compositor de sardanas y director de orquesta español.

## Biografía
Muy pronto, cuando sólo tenía 8 años, inició sus primeros pasos musicales en la escuela del Casino Menestral Figuerenc. Una vez por semana y con su bicicleta iba a Castellón de Ampurias, a recibir las primeras lecciones de armonía, contrapunto y fuga, elementos indispensables para todo buen compositor. Su primera sardana la escribió en 1944 cuando tenía 19 años, a la cual pone por título Nostra dansa, nombre de la colla sardanista de la que él formaba parte como danzante. Cuando tenía 16 años formó la orquesta Moyambos la cual
tenía la siguiente formación: piano y director el propio Mauné, 1.ª trompeta Josep Pallisera, 2.ª trompeta Juan Falgarona, 3.ª trompeta Pontonet, trombón Pérez, contrabajo Jové y 1.er saxo tenor Agapit Torrent todos ellos estudiantes, amigos de instituto. A los 18 años, su padre, Carles Mauné i Alai también músico y compositor, lo incorporó a la Cobla-Orquesta l'Antiga Pep de Figueras, donde permaneció unos 4 o 5 años.
También se convirtió en profesor de música. Entre sus discípulos se encuentran dos músicos de gran renombre como el violinista y director Gonçal Comellas y el instrumentista de contrabajo, compositor de sardanas y director de cobla, Jaume Cristau i Brunet.
Tenía 24 años cuando el escritor dramaturgo figuerense Pere Teixidor y Elias lo hizo director de orquesta de su "Agrupación Lírica Tàlia", con la que dirigió las zarzuelas Los claveles, La Dolorosa, La del Manojo de Rosas, etc., en diversas ciudades y eso le dio cierta importancia entre las orquestas del Ampurdan. De ahí que entrara en el año 1952 como director de la Cobla Caravana de Torroella de Montgrí. En el año 1956 fue cofundador de la Orquesta Costa Brava de Palafrugell. Una particularidad es que siempre dirigía los conciertos clásicos con los ojos cerrados. En el curso de su etapa de director artístico de la orquesta Costa Brava, fue promotor de unas grabaciones para la casa Columbia (actualmente Columbia Records). También tocó en el Palacio de la Música Catalana.
Una faceta que no le abandonó a lo largo de su vida fue la de compositor de sardanas, algunas de revesas. Las más conocidas son: Isabel, Com tu la volies, El bullici de Santa Creu, Nostra dansa, L'aplec de Figueres, El salt de la reina, El meu espill y El joguet dels avis.
Posteriormente se orientó hacia otros horizontes y creó el conjunto de música moderna "Mauné y sus dinámicos", el cual al cabo de menos de un año cambió su nombre por Maune i els seus dinamik's y finalmente muy poco tiempo después por el de Maune i els seus dinàmics. El grupo pronto se hizo destacar entre los conjuntos pop más importantes de la Cataluña de la época. Mauné fue un gran vanguardista en el campo de la cobla-fusión, avanzando en este terreno a la Companyia Elèctrica Dharma o Santi Arisa. Desgraciadamente, una embolia cerebral, en plena actuación musical a los 45 años, lo dejó imposibilitado en la plenitud de su arte. Sin embargo, volvió a estudiar armonía y llegó a componer cuatro sardanas más, las últimas: El retorn, Amb el cor valent, David y Maria del Mont, dedicadas estas dos últimas a sus nietos.
Un reconocimiento a su aportación musical ha sido la publicación por parte de la revista Enderrock y la discográfica Picap del CD Pop ie-ié català (2010) que contiene, entre otras, una canción de Mauné i els seus Dinámics, una particular instrumentación de la popular sardana L'emigrant que el grupo había grabado en el disco sencillo Tenora '66, una obra con un talante innovador nada habitual en la época.

## Críticas positivas a su obra
La revista Destino en el año 1966 alabó las adaptaciones de las cuatro sardanas tradicionales: Per tu ploro, Pel teu amor (Rosor), L'Emigrant y La Santa Espina (sardana); hechas por el grupo de "Mauné i els seus Dinàmics", como grupo ye-ye, nuevo en aquellos tiempos en la discografía catalana.
Según esta crítica de la revista la adaptación no sólo no desafinaba y seguía lo más posible la línea melódica de las sardanas tradicionales sino que al mismo tiempo conservaba su esencia y sonaba como música realmente actual, joven, y rabiosamente moderna. Todo ello, de acuerdo con la opinión de la revista, había sido posible gracias al poderoso espíritu creador y la muy amplia dotación técnica y artística del grupo.

## Sardanas
- 1944 Nostra dansa. Dedicada a su Colla sardanista.
- 1944 Record d'Empúries
- 1944 Gent d'ara
- 1944 El café dels murris
- 1945 El vailet content
- 1946 Festeig inútil
- 1946 Nostra pedra
- 1947 Isabel. A su esposa. Fue grabada por la orquestra Costa Brava Archivado el 2 de febrero de 2011 en Wayback Machine..
- 1947 L'entusiasme d'en Bosch
- 1947 El 10 de gener De manera anecdótica hay que señalar que esta sardana fue prohibida por la censura franquista al pensar que se trataba de una fecha relativa a algún acontecimiento político. En cambio es la fecha en que se prometió con la que después sería su esposa.
- 1948 Les Fires de Santa Creu. A les Fiestas de Figueras.
- 1949 Bell-lloc
- 1949 El clarejar
- 1950 De tú a tú. Sardana obligada de 2 fiscorns.
- 1951 El mercat dels tortells. Al Mercado de Ramos de Báscara.
- 1954 El bullici de Santa Creu. A les Fiestas de Figueras.
- 1957 El juguet dels avis. A su hija Montserrat.
- 1957 Com tú la volies. Grabada en 2006 por la orquestra Costa Brava.
- 1958 La Calàndria. A la Sociedad de El Masnou actualmente llamada "Fundació La Calàndria".
- 1959 L'Aplec de Figueres. Grabada por la Cobla Ciutat de Girona en el año 1993.
- 1960 El salt de la reina. A San Pedro de Rodas. Grabada por la Orquesta La Principal de la Bisbal al 2003 i la Cobla-Orquestra Miramar Archivado el 10 de febrero de 2008 en Wayback Machine. al 1986.
- 1961 Pensant en l'Enric. A Enric Barnosell. Sardana obligada de tible.
- 1963 Els de ca la Gràcia. A la casa pairal de Vilamacolum. Sardana obligada de tible y tenora. Grabada por la Cobla-Orquestra Montgrins en el año 2001.
- 1969 Encara hi sóc. Al fundar "Mauné i els seus Dinàmics" estuvo un tiempo sin componer sardanas.
- 1970 El meu espill. A su hija Montserrat.

### Compuestas después de su embolia
- (23/01/1976) El retorn. Al Dr. August Moret.
- (12/04/1977) David. Al su nieto.
- (21/11/1979) Amb el cor valent
- (21/02/1981) Maria del Mont. A su nieta.

## Imágenes

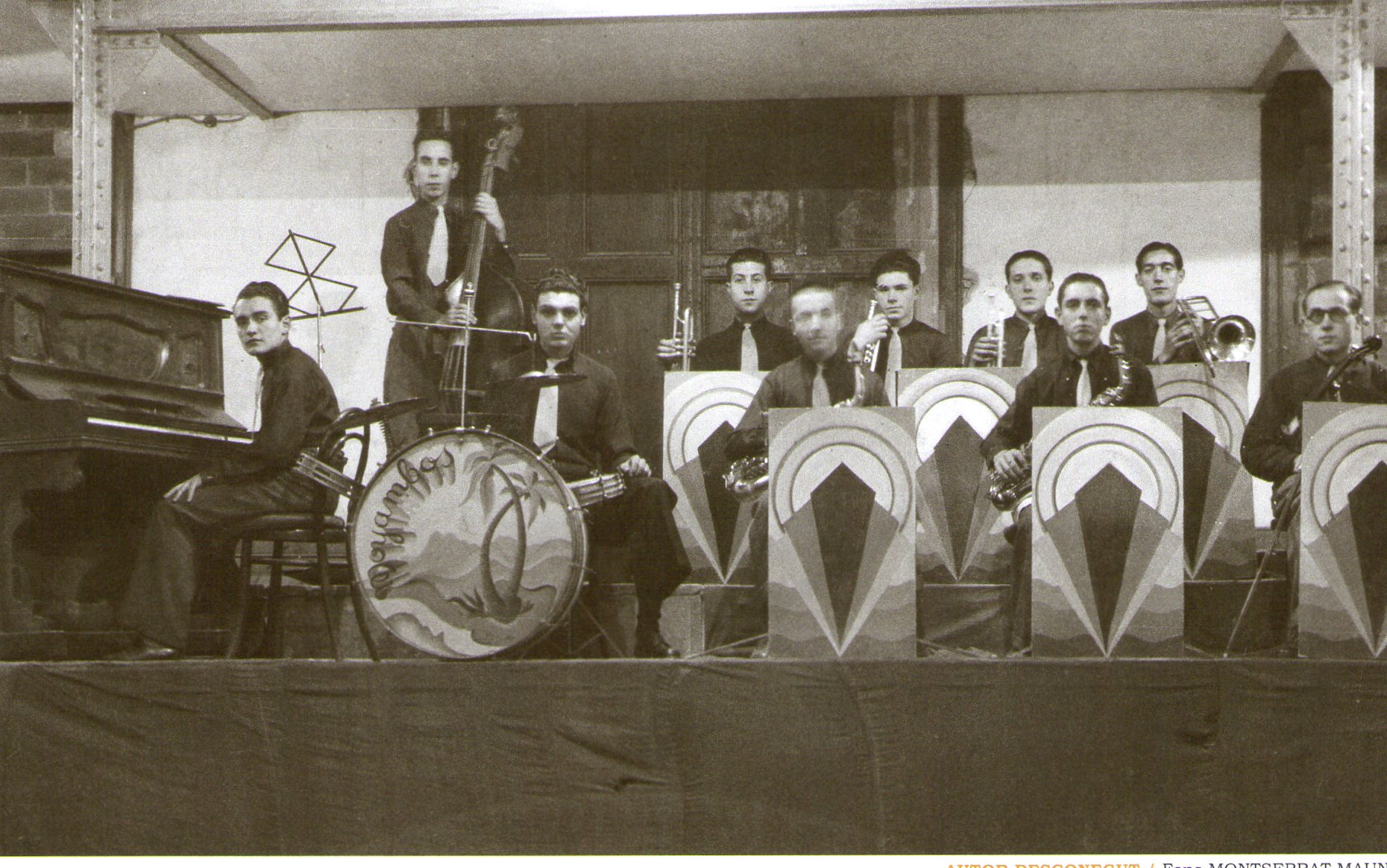
Orquestra Moyambos, 1943
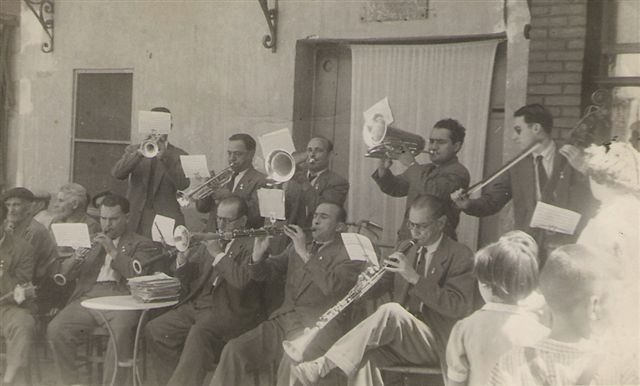
Cobla l'Antiga Pep, 1944
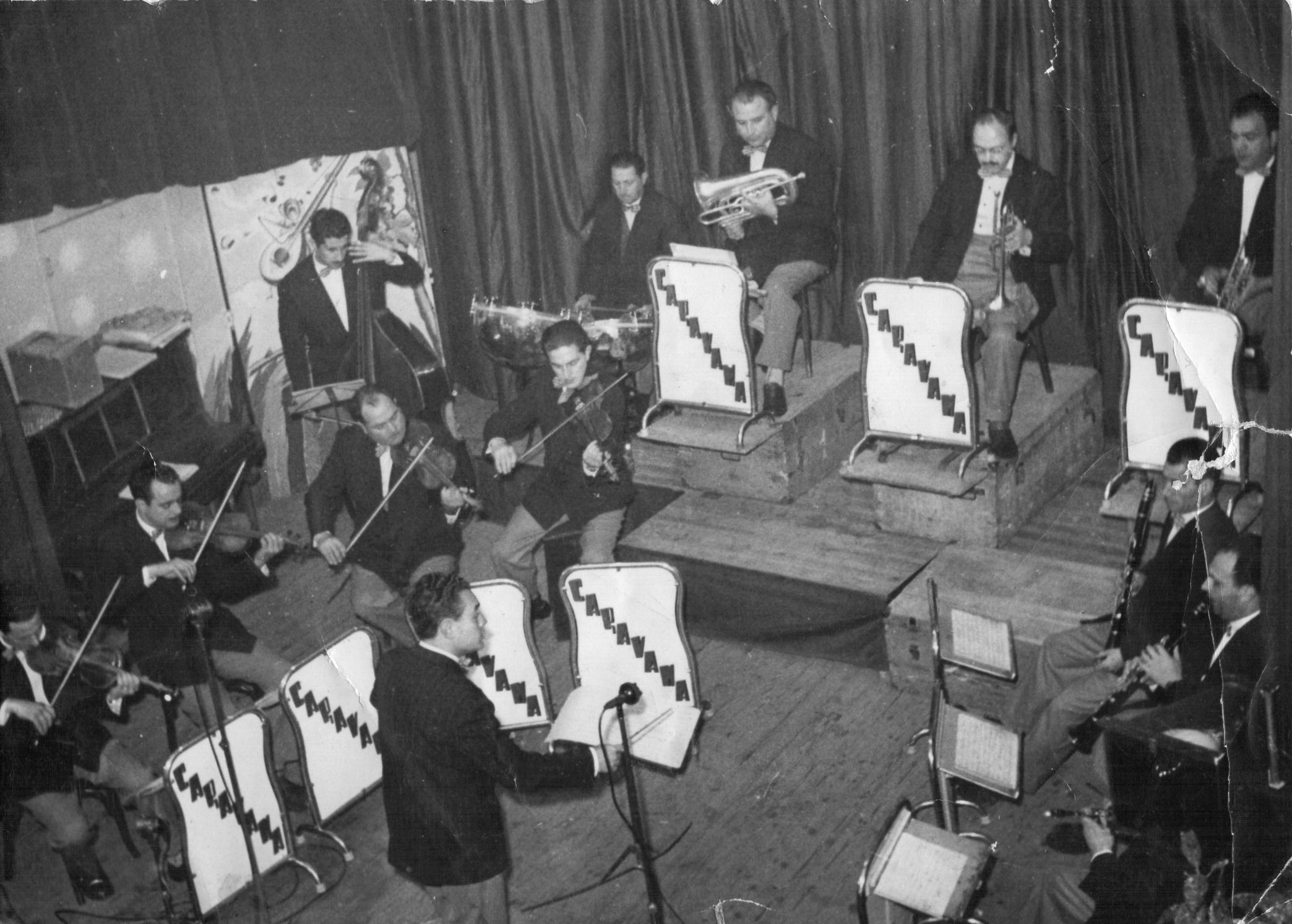
Cobla Caravana, 1952
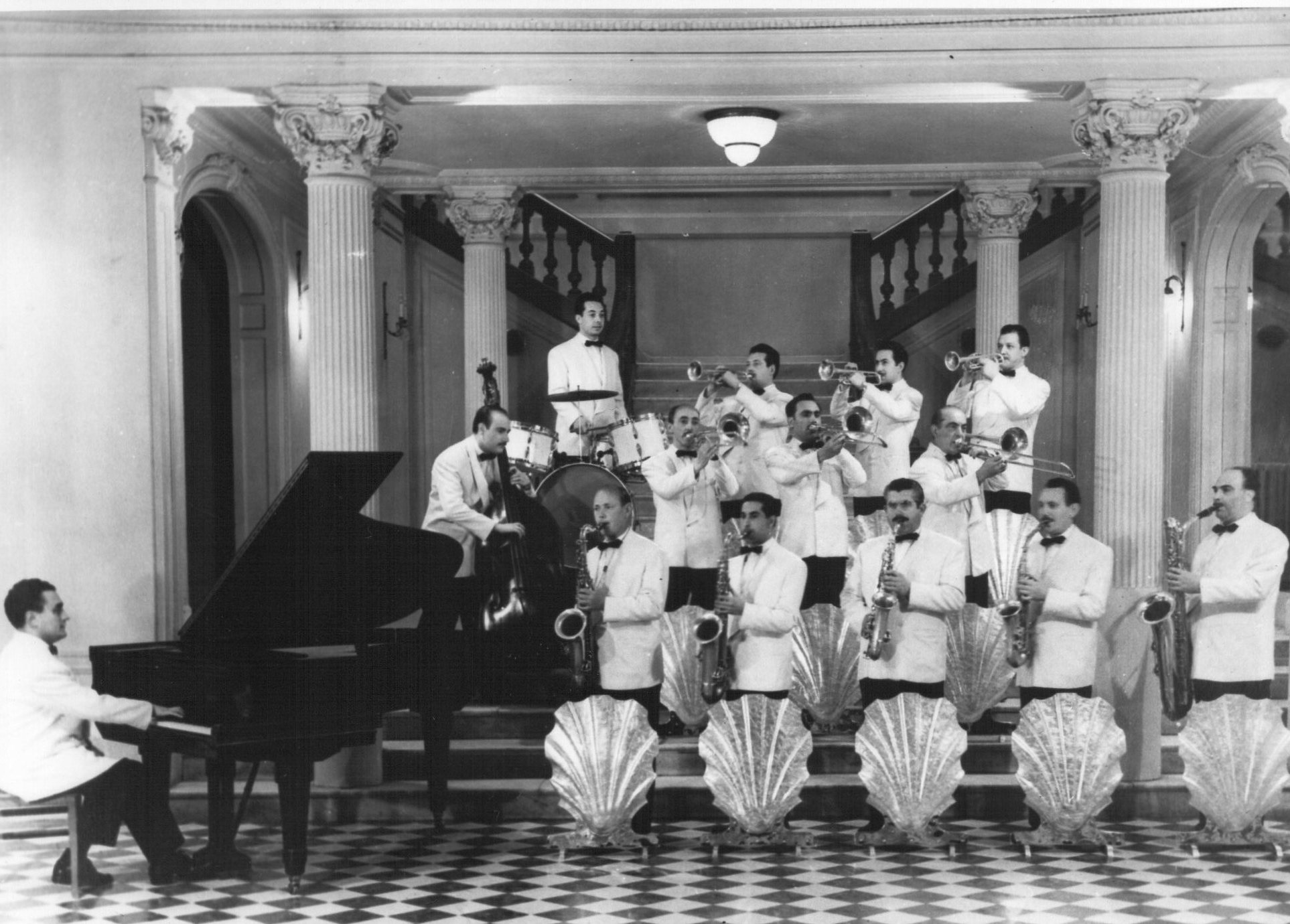
Orquestra Costa Brava, 1956

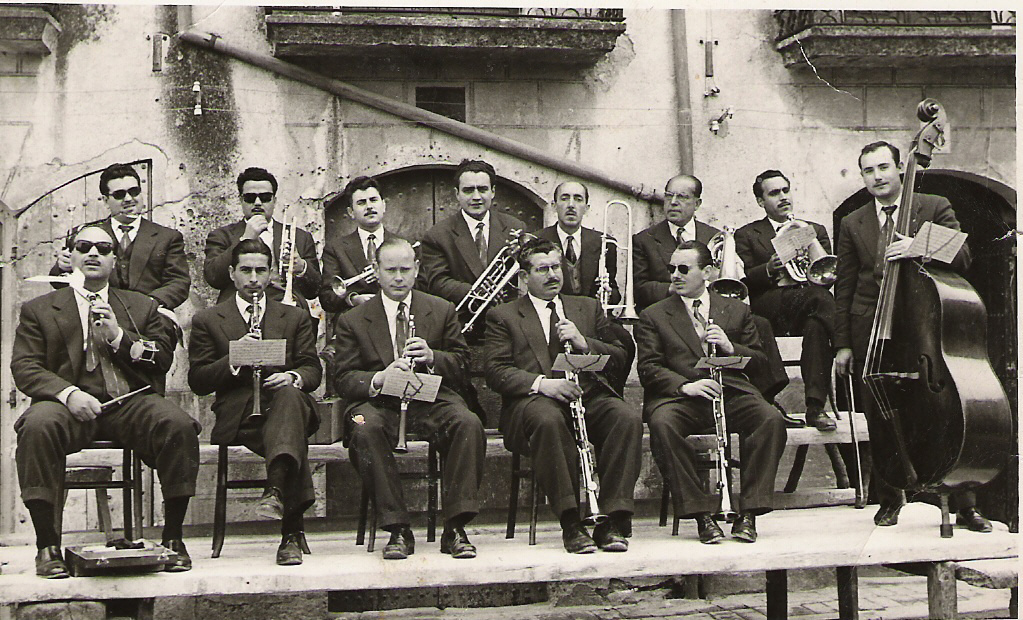
Orquestra Costa Brava, 1957
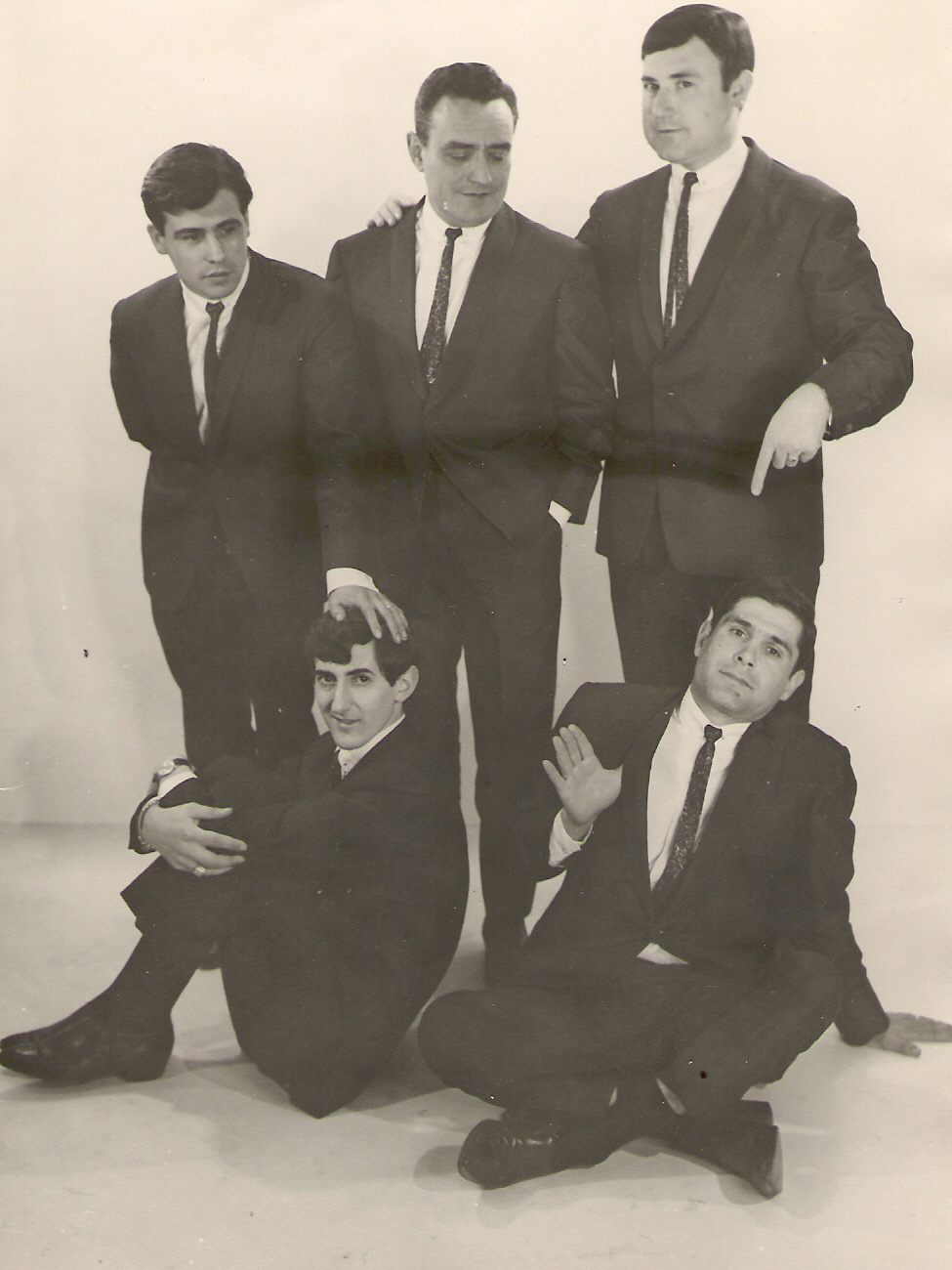
Mauné i els seus Dinàmics, 1966
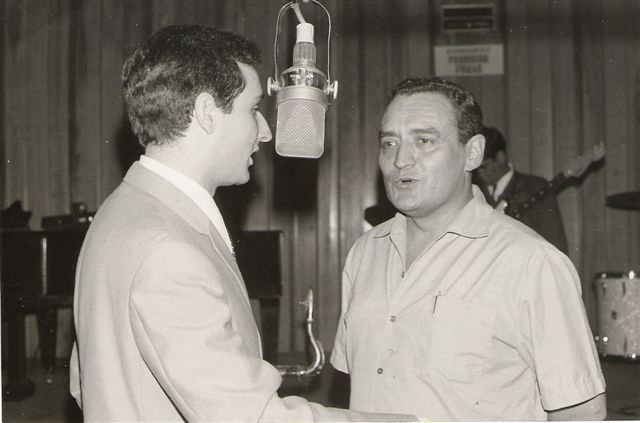
Escamilla y Mauné en Radioscope, 1966
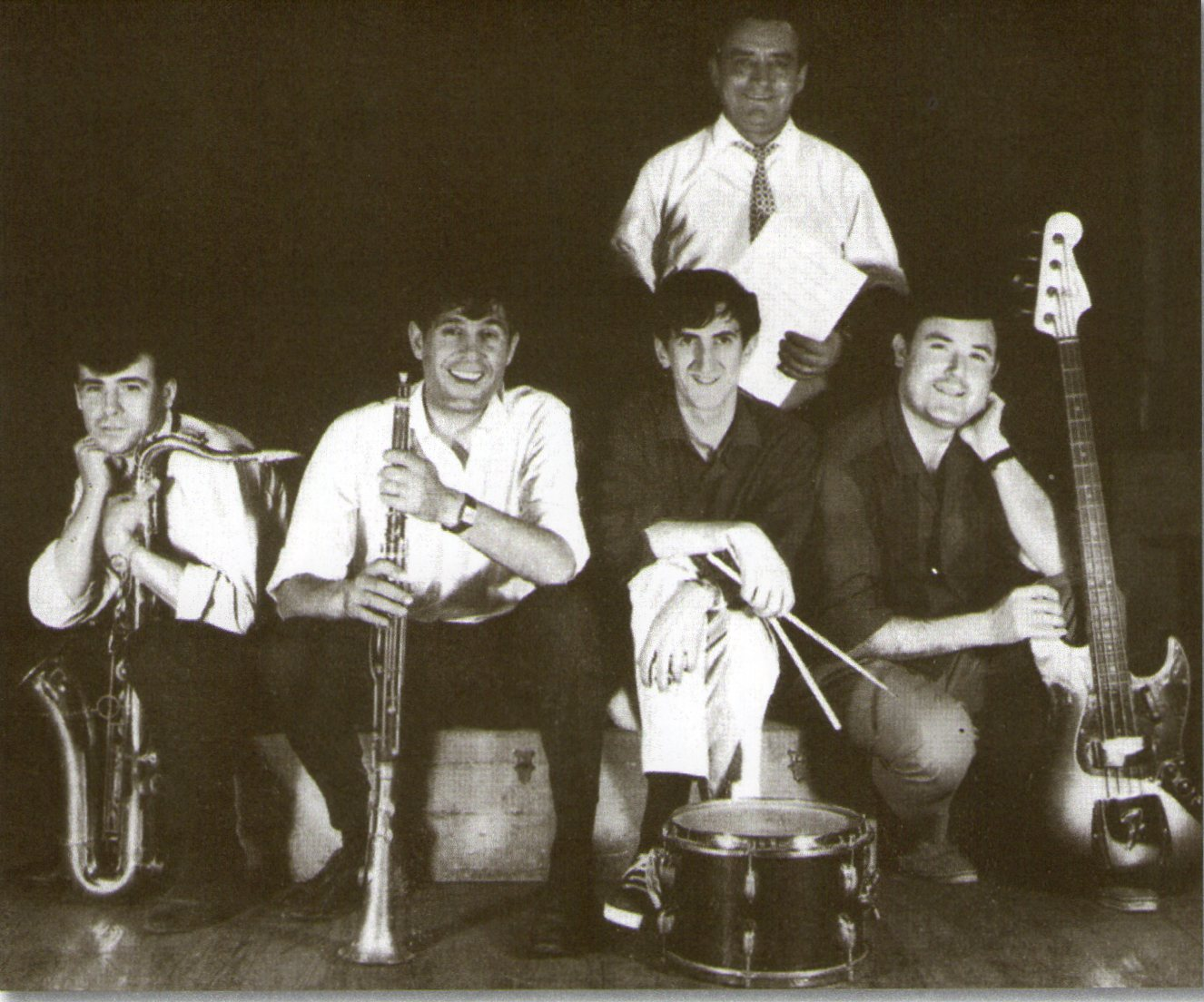
Mauné i els seus Dinàmics, 1967